# Trnovska vas
Trnovska vas (Duits: Ternovetzdorf) is een gemeente in Slovenië in de regio Podravska, waar het landschap overgaat in het Pannoonse laagland. De gemeente ligt aan de verkeersverbinding Ptuj-Lenart. Het telde in november 2004 1270 inwoners verdeeld over 330 huishoudens.
Trnovska vas omvat de volgende dorpen: Biš, Bišečki Vrh, Črmlja, Ločič, Sovjak, Trnovska vas, Trnovski Vrh.
In 1995 verlaat Trnovska vas gemeente Ptuj om deel te gaan uitmaken van de nieuwe gemeente Destrnik-Trnovska vas, die wederom in 1997 in Destrnik en Trnovska vas wordt opgesplitst. De ontwikkeling van Trnovska vas vond steeds plaats in relatie tot het regionale centrum Ptuj.
Behalve in originele staat behouden boerderijen, die typisch zijn voor het Sloveense noordoosten, beschikt het over de parochiekerk van H. Wofbenk, die uit 1789 dateert. In Trnovska vas en omgeving komen veel zilverreigers voor.
Benedikt · Cerkvenjak · Cirkulane · Destrnik · Dornava · Duplek · Gorišnica · Hajdina · Hoče-Slivnica · Juršinci · Kidričevo · Kungota · Lenart · Lovrenc na Pohorju · Majšperk · Makole · Maribor · Markovci · Miklavž na Dravskem polju · Oplotnica · Ormož · Pesnica · Podlehnik · Poljčane · Ptuj · Rače-Fram · Ruše · Selnica ob Dravi · Slovenska Bistrica · Središče ob Dravi · Starše · Sveta Ana · Sveta Trojica v Slovenskih goricah · Sveti Andraž v Slovenskih goricah · Sveti Jurij · Sveti Tomaž · Šentilj · Trnovska vas · Videm · Zavrč · Žetale